# 在トリニダード・トバゴ日本国大使館
在トリニダード・トバゴ日本国大使館（英語: Embassy of Japan in Trinidad and Tobago）は、トリニダード・トバゴ（トリニダッド・トバゴ）の首都ポートオブスペインにある日本の大使館。
トリニダード・トバゴに加えて、アンティグア・バーブーダ、ガイアナ、グレナダ、スリナム、セントクリストファー・ネイビス、セントビンセント・グレナディーン、セントルシア、ドミニカ国も兼轄している。

## 沿革
- 1952年4月28日、サンフランシスコ平和条約の発効により日本国が独立、当時トリニダード島とトバゴ島を領有していたイギリスも同条約締結国のうちの一国[2]
- 1962年8月31日、トリニダード・トバゴ（トリニダッド・トバゴ）がイギリスから独立し[3]、日本は独立と同時にトリニダード・トバゴを主権国家として承認[4]
- 1964年6月10日、在トリニダード・トバゴ兼勤駐在官事務所（在トリニダッド・トバゴ兼勤駐在官事務所[5]）としてポートオブスペインに大使館が開館[6]
- 1979年、兼勤駐在官事務所に代わって、ポートオブスペインに在トリニダード・トバゴ日本国大使館（在トリニダッド・トバゴ日本国大使館[5]）の実館が開設[4]

## 住所
| 所在地 | 5 Hayes Street, St. Clair, Port of Spain |
| 私書箱 | P.O. Box 1039, Port of Spain             |